# 白石神社 (札幌市)
白石神社（しろいしじんじゃ）は、北海道札幌市白石区本通14丁目北1-12にある神社である。旧社格は旧村社。
2000年代には、正月三が日の初詣の参拝客数が、北海道神宮に次ぐ北海道で2番目の集客力を記録した。

## 祭神
白石神社
- 神倭磐余毘古尊（かんやまといわれひこのみこと）＝神武天皇

白石龍宮神社
- 豊玉姫命（とよたまひめのみこと）

## 歴史
- 1872年（明治5年）3月、札幌神社（現：北海道神宮）の旧社殿の移設先が白石村100番地（現在地）に決定。
  - 5月 社殿が移築され、「札幌神社遙拝所」が創建された。「白石村（白石区）の氏神として纏われる。
- 1891年（明治24年）5月 社殿の改築が審議。
- 1897年（明治30年）9月10日 社殿が改築され完成。
- 1904年（明治37年） 火災により社殿を消失。
- 1906年（明治39年）再建。
- 1920年（大正9年）9月 村社「白石村神社」に改称（後に白石神社に改称）。
- 1944年（昭和19年）境内の霊泉（湧水）の池に「白石龍宮神社」を建立。
- 1966年（昭和41年）火災により社殿を消失。
- 1967年（昭和42年） 再建。
- 1977年（昭和52年）9月9日 「京都伏見稲荷大社」より分霊され「白石伏見稲荷社」が建立。

## 施設
- 白石龍宮神社・霊泉
- 白石天神社
- 白石伏見稲荷社
- 白石辮天神社

### 霊泉
白石藻岩通の路面から2 - 3メートルほど下に建てられた祠の前には、2000年代の時点で札幌市内に唯一残る湧き水が存在する。
2006年ごろは、泉に御利益を求めて多くの人が取水に訪れており、水量が少ないので午前中は列を作って待っていた。
2015年では、水質悪化のため飲用に適さなくなっている。

## ギャラリー

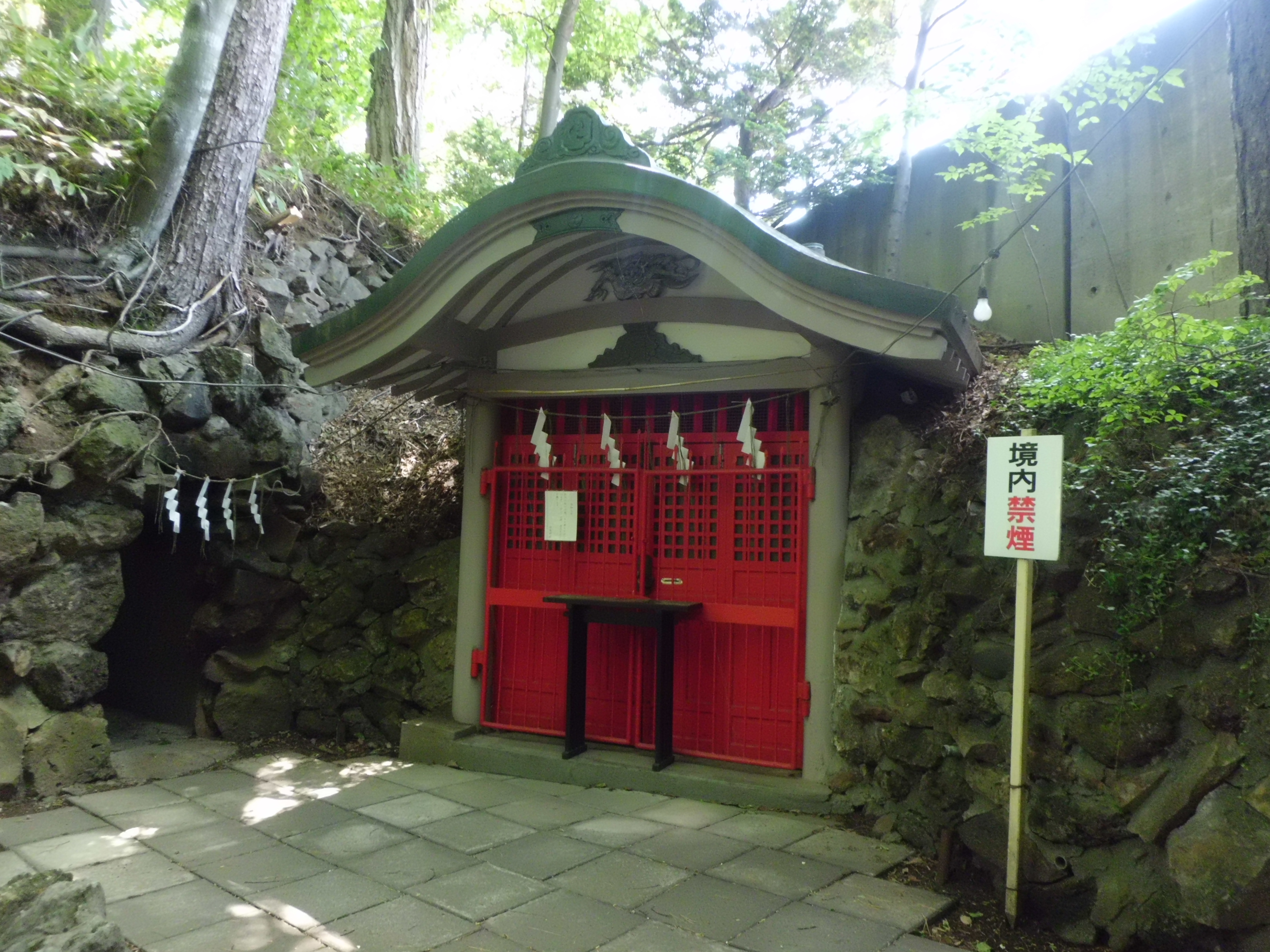
白石竜宮神社
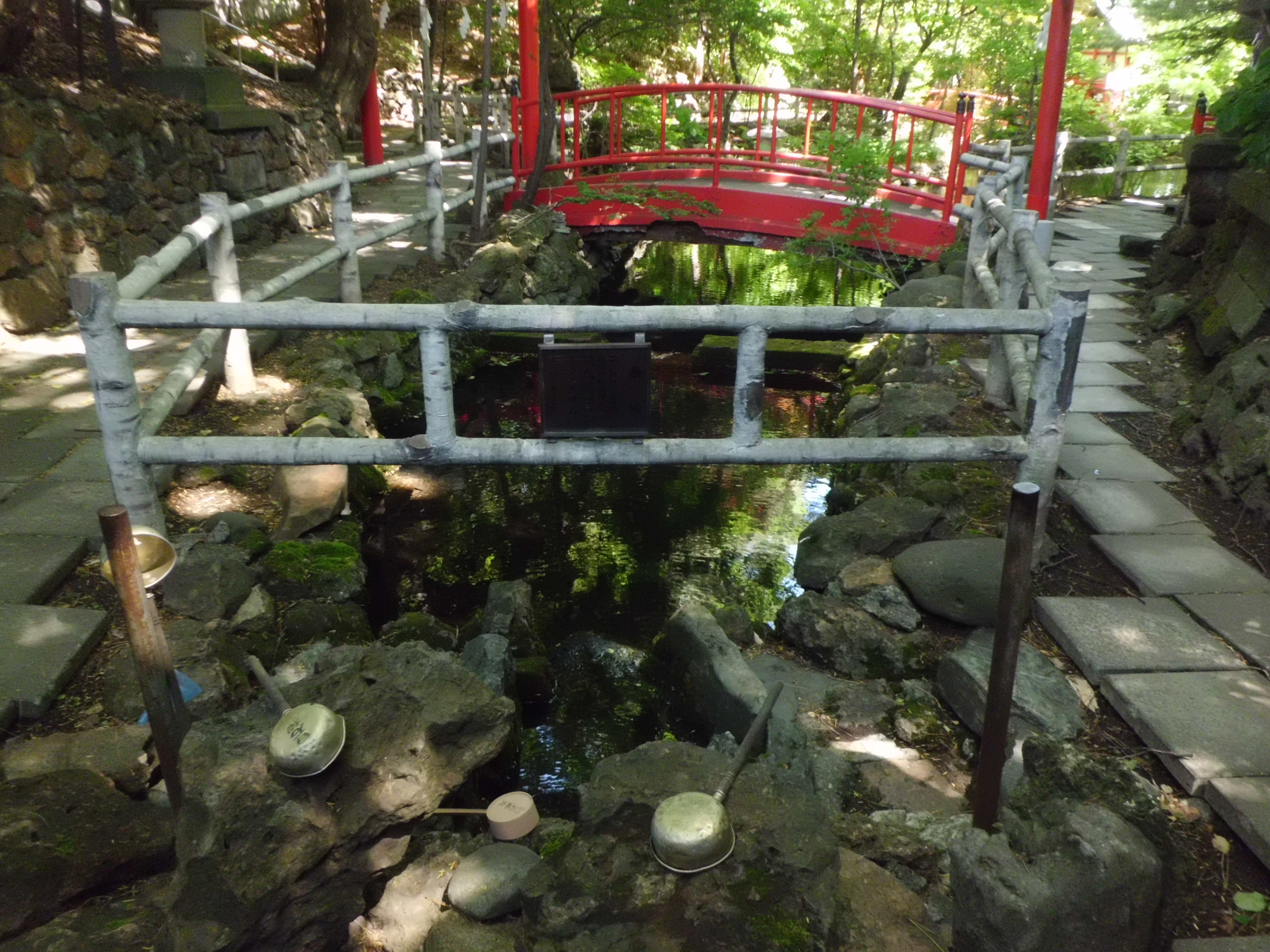
霊泉
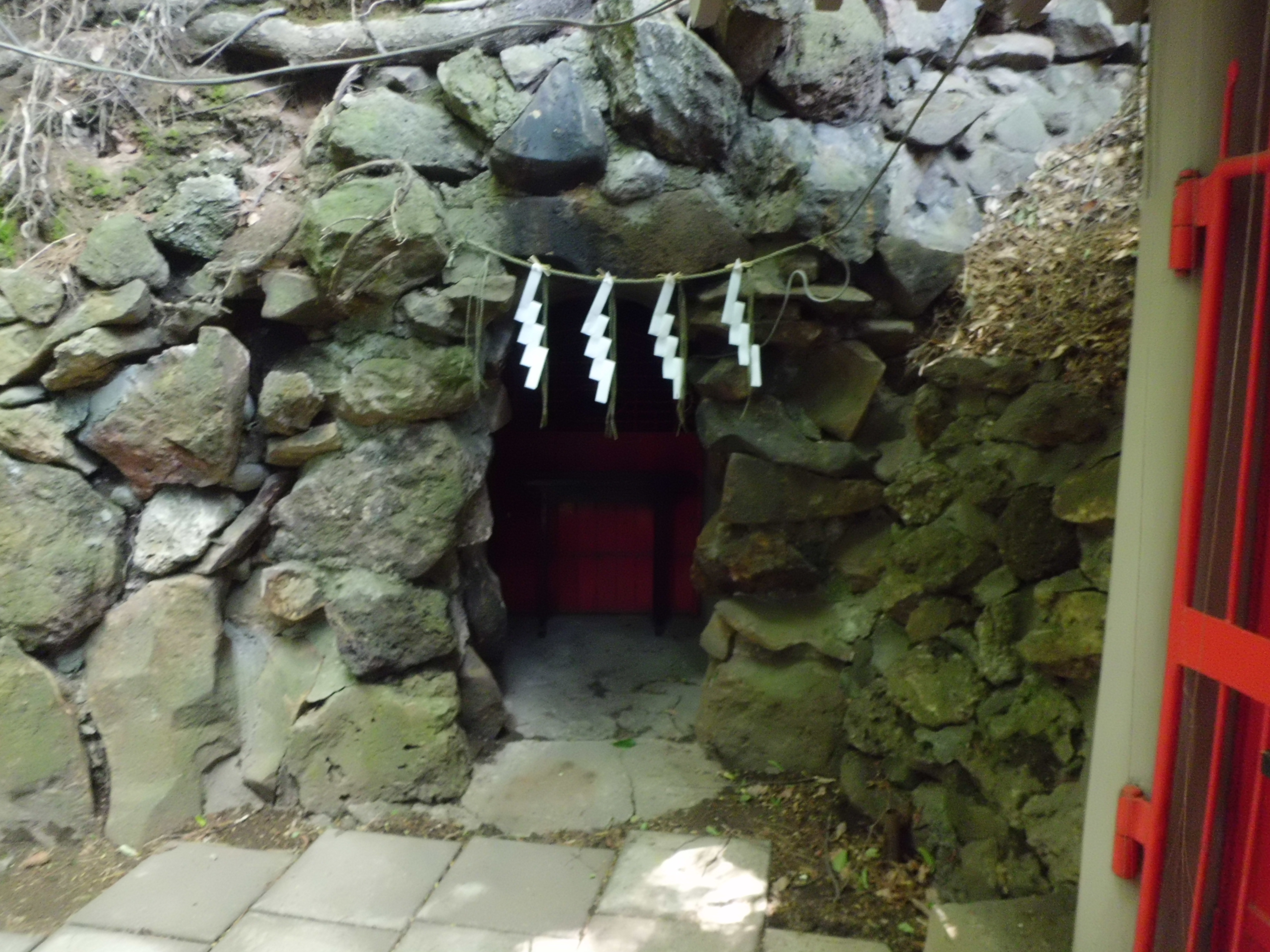
不動明王祠
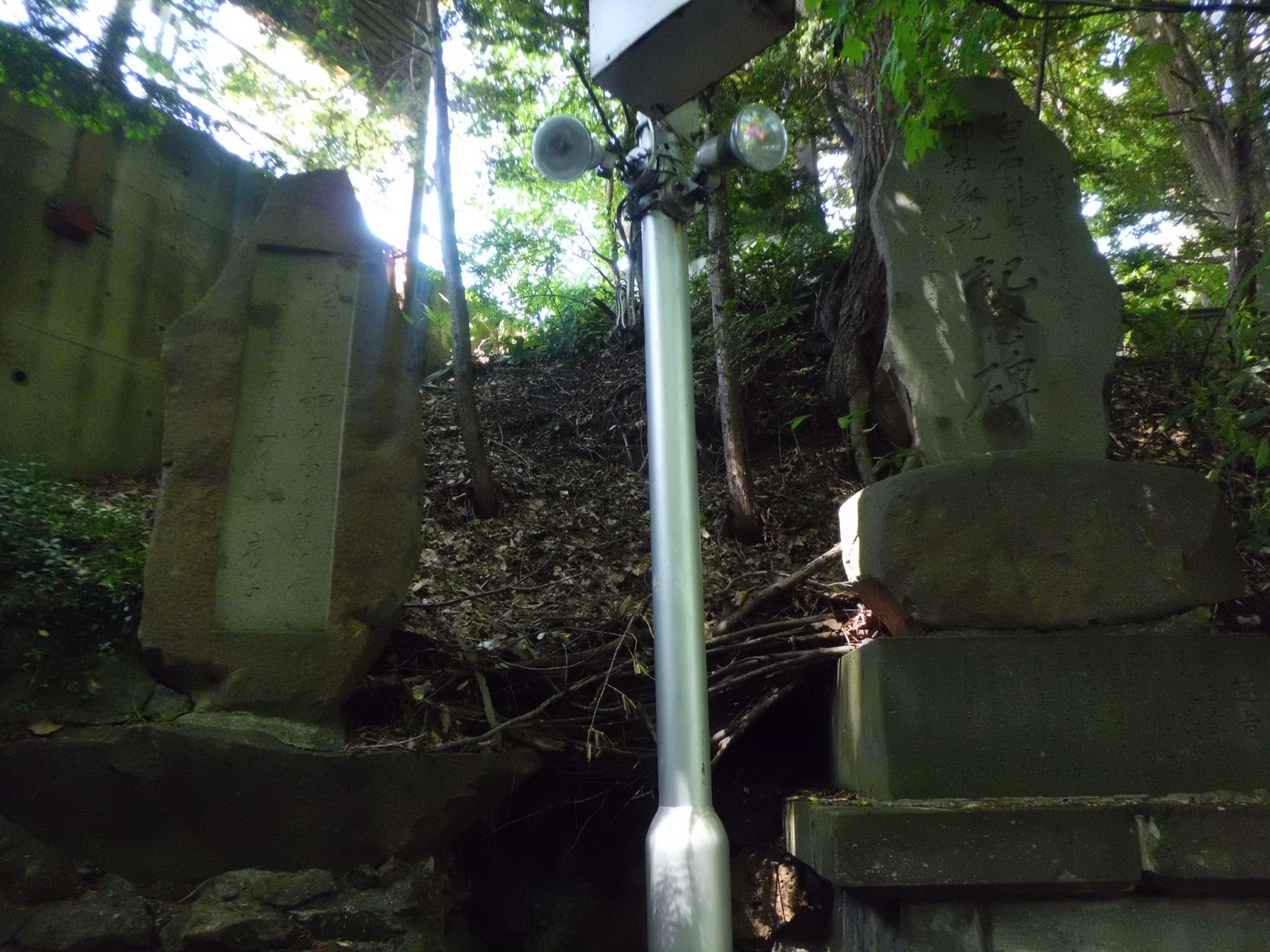
白石龍宮神社祭祀記念碑・北白川房子妃殿下歌碑
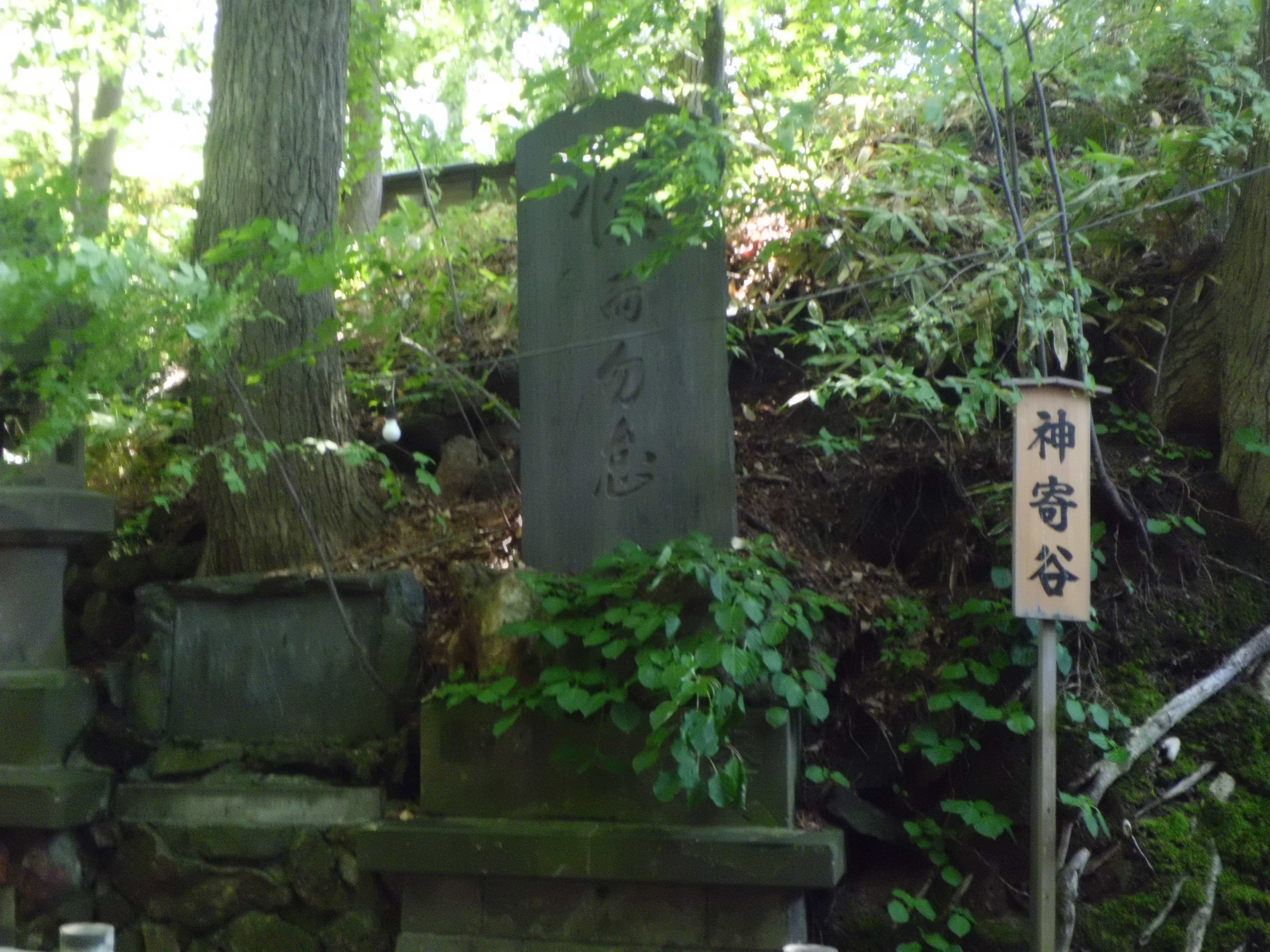
「慎而勿怠」碑
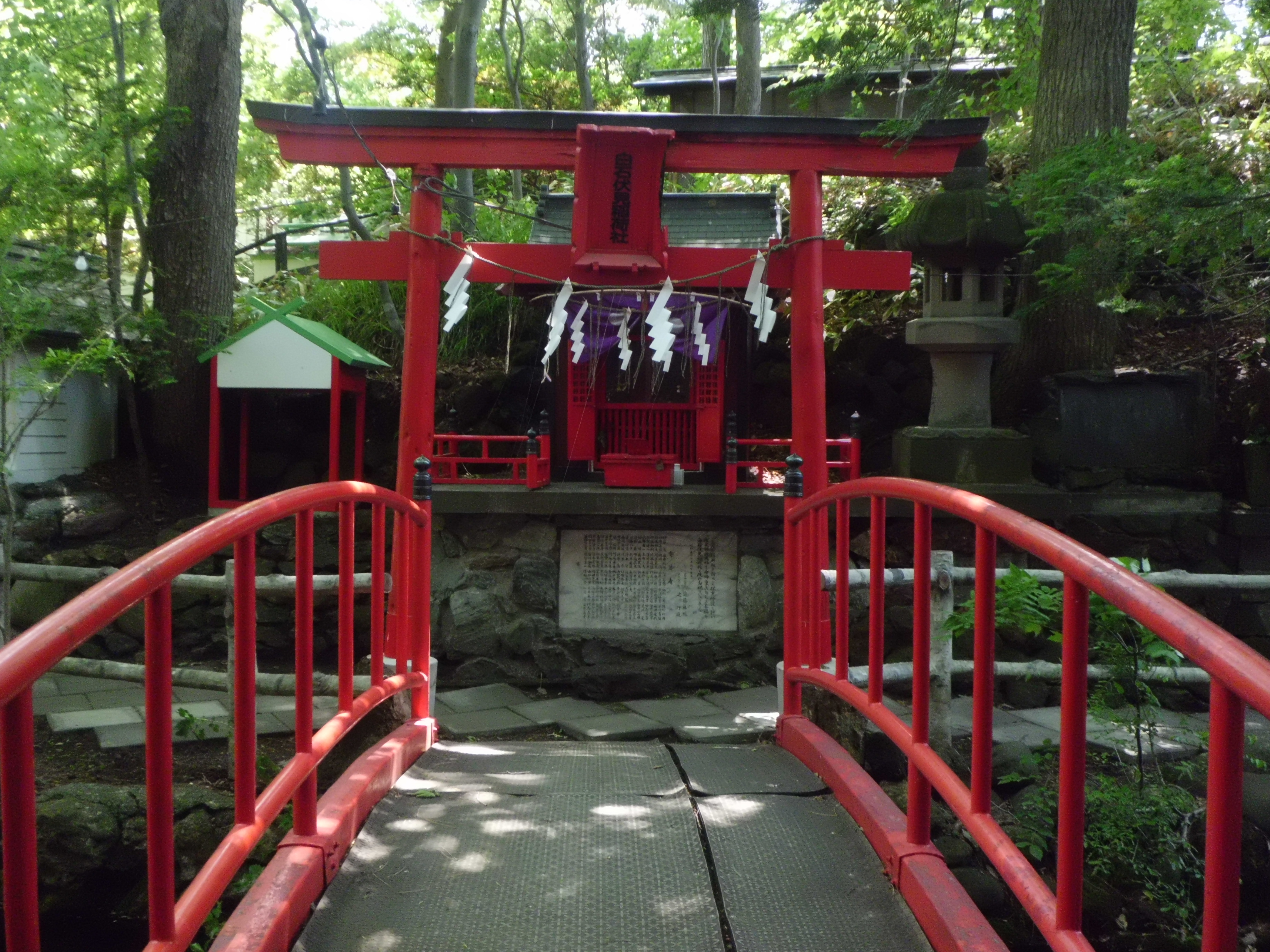
白石伏見稲荷神社
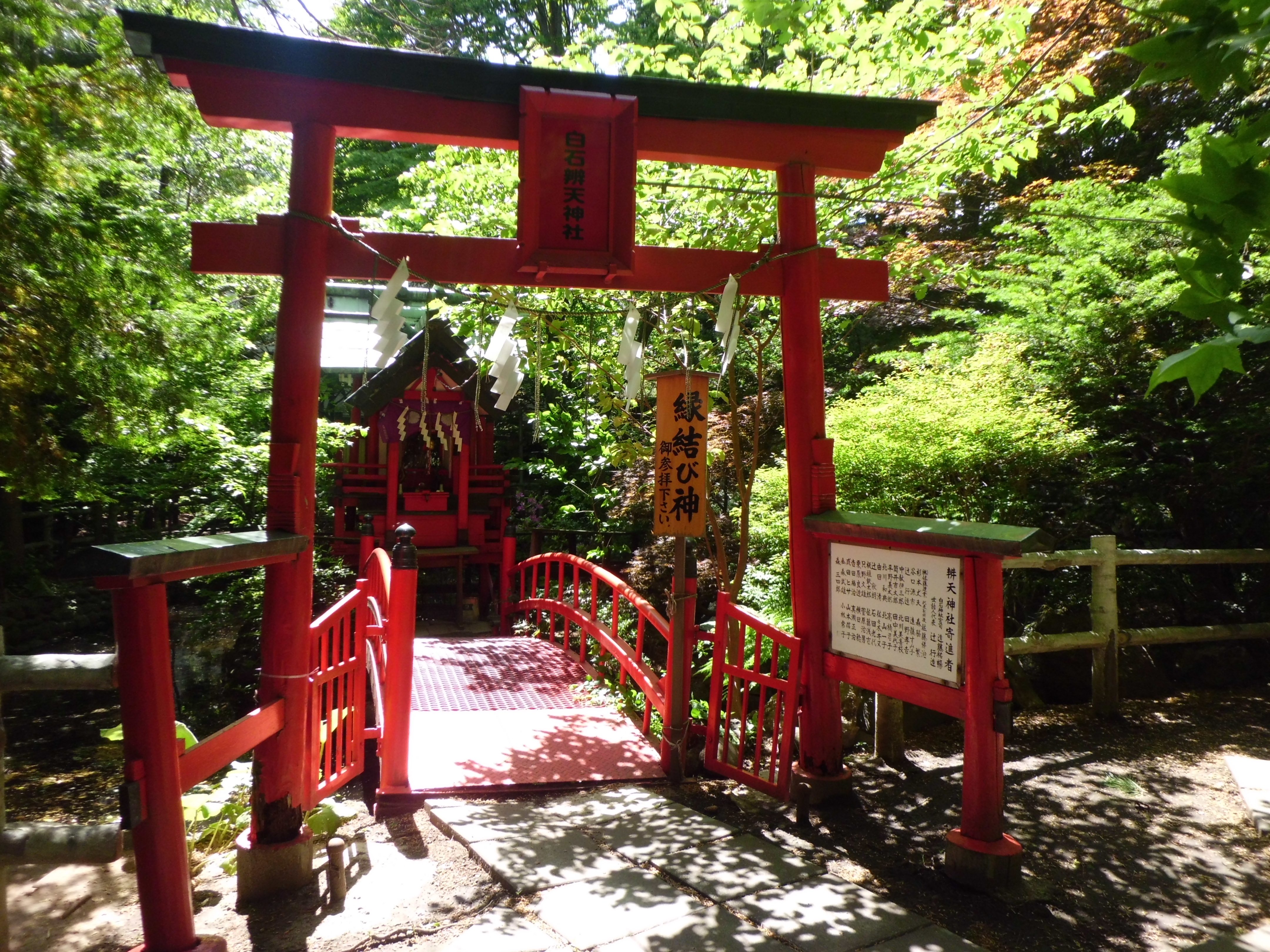
白石弁天神社
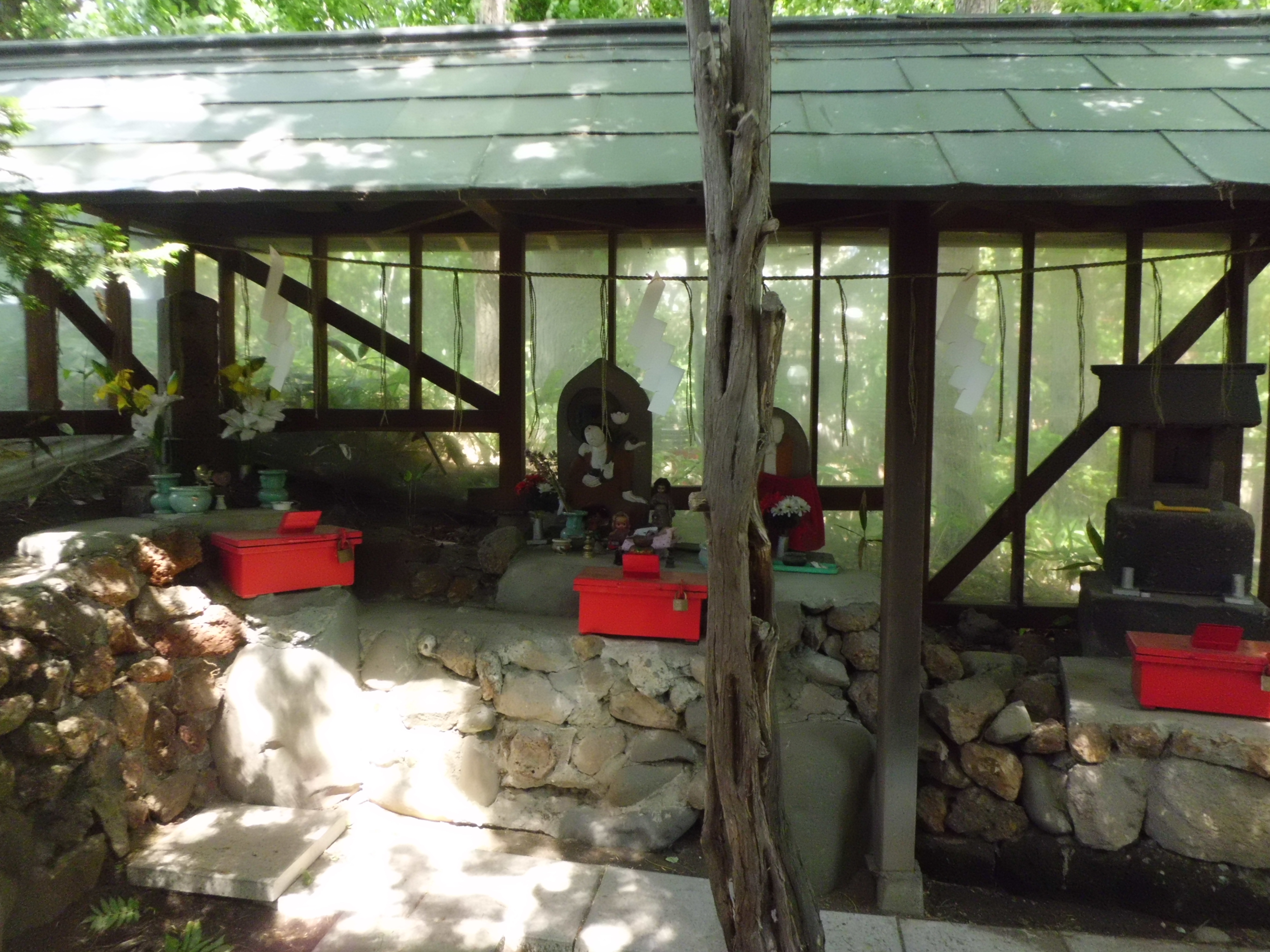
馬頭観世音・金龍神
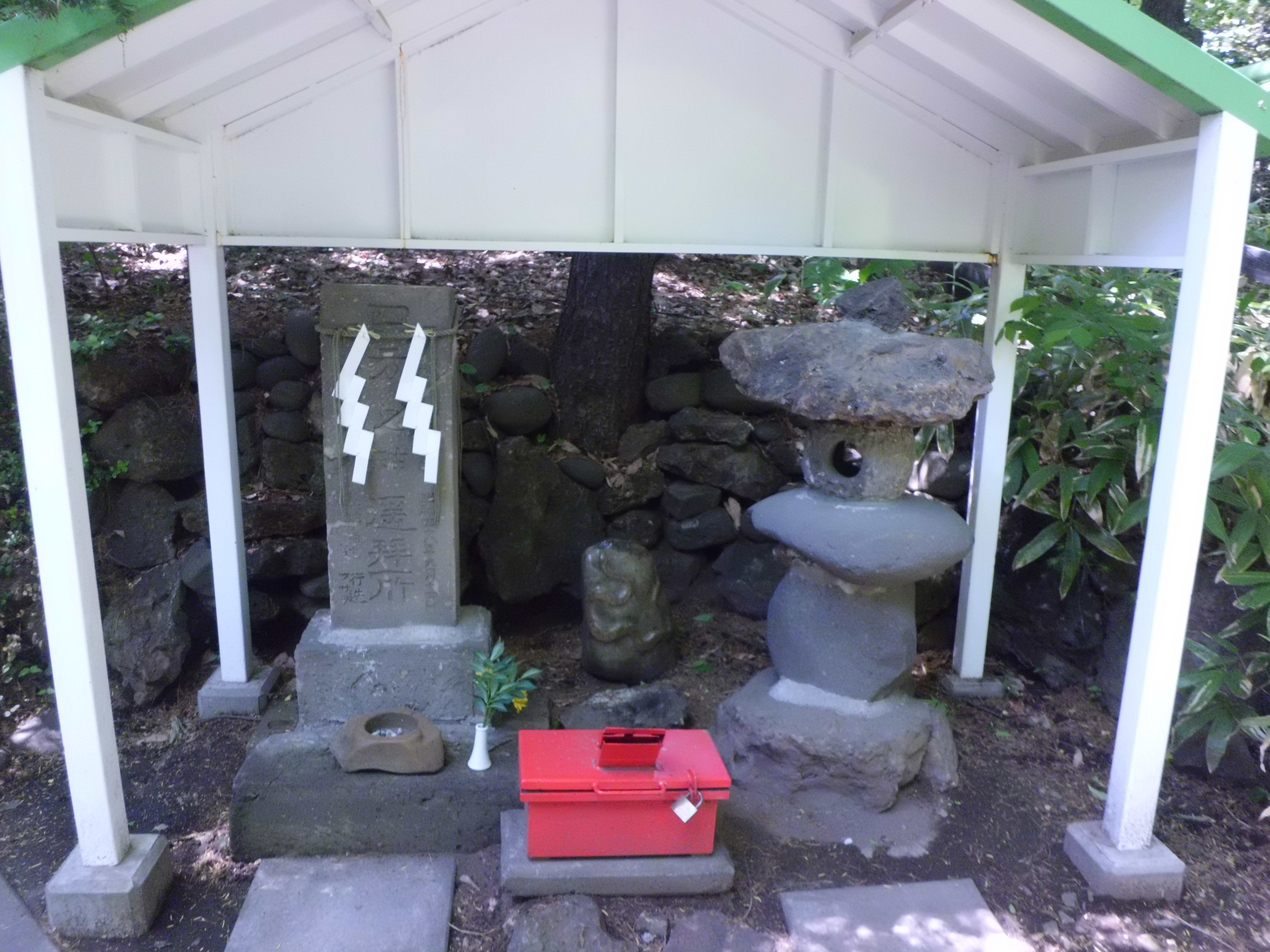
四方之神遥拝所
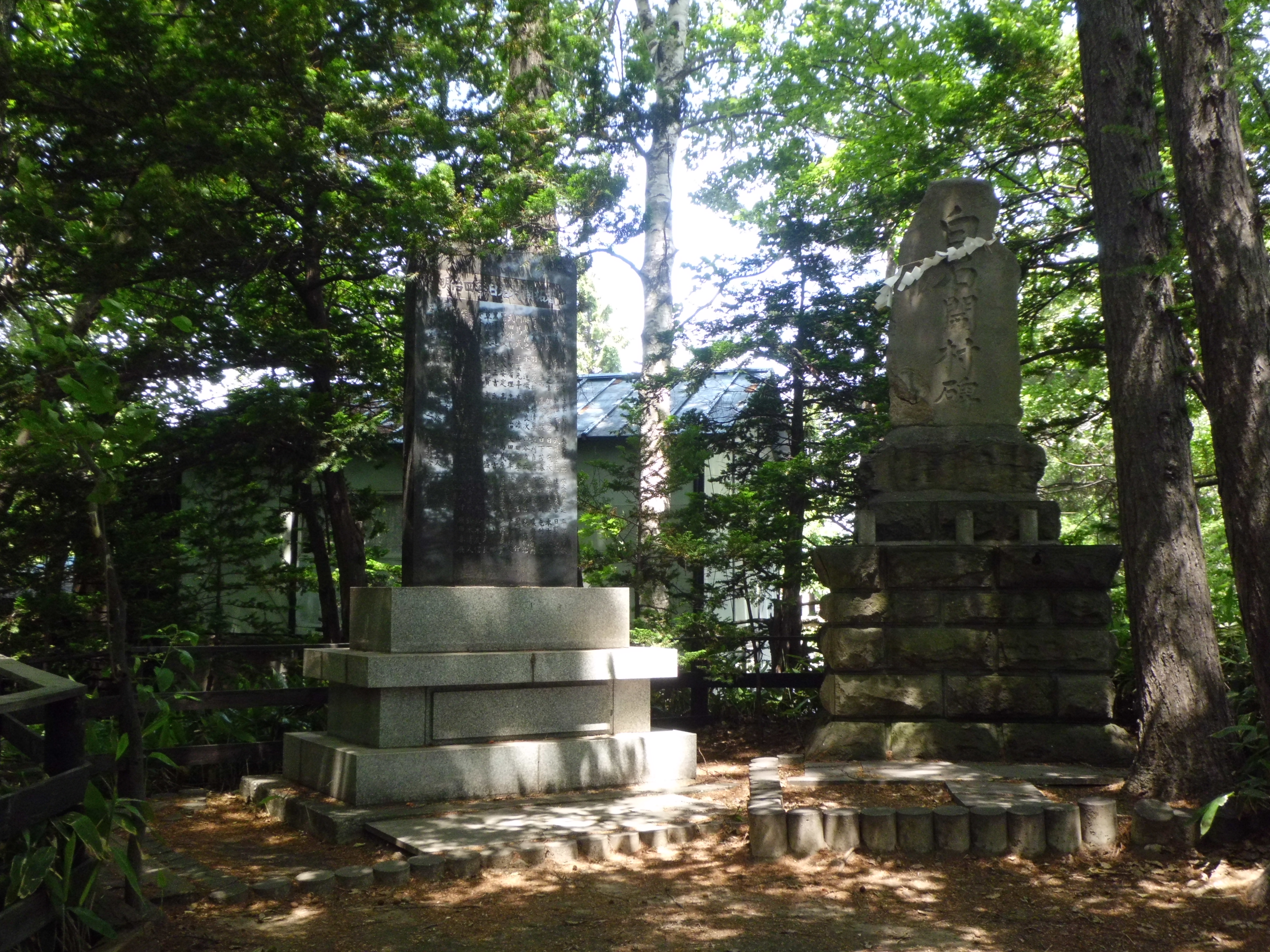
白石開村碑
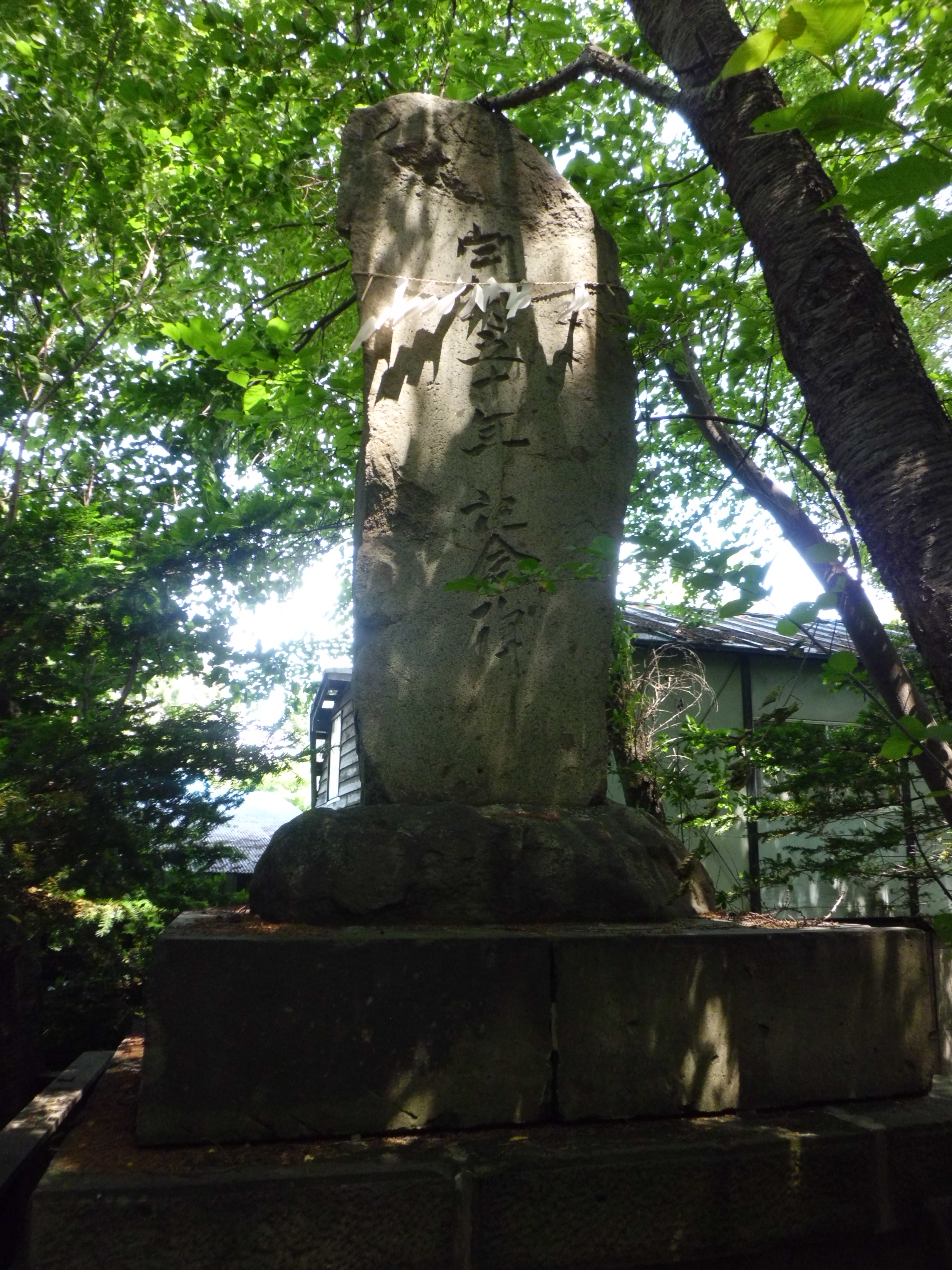
白石「開村五十年記念碑」
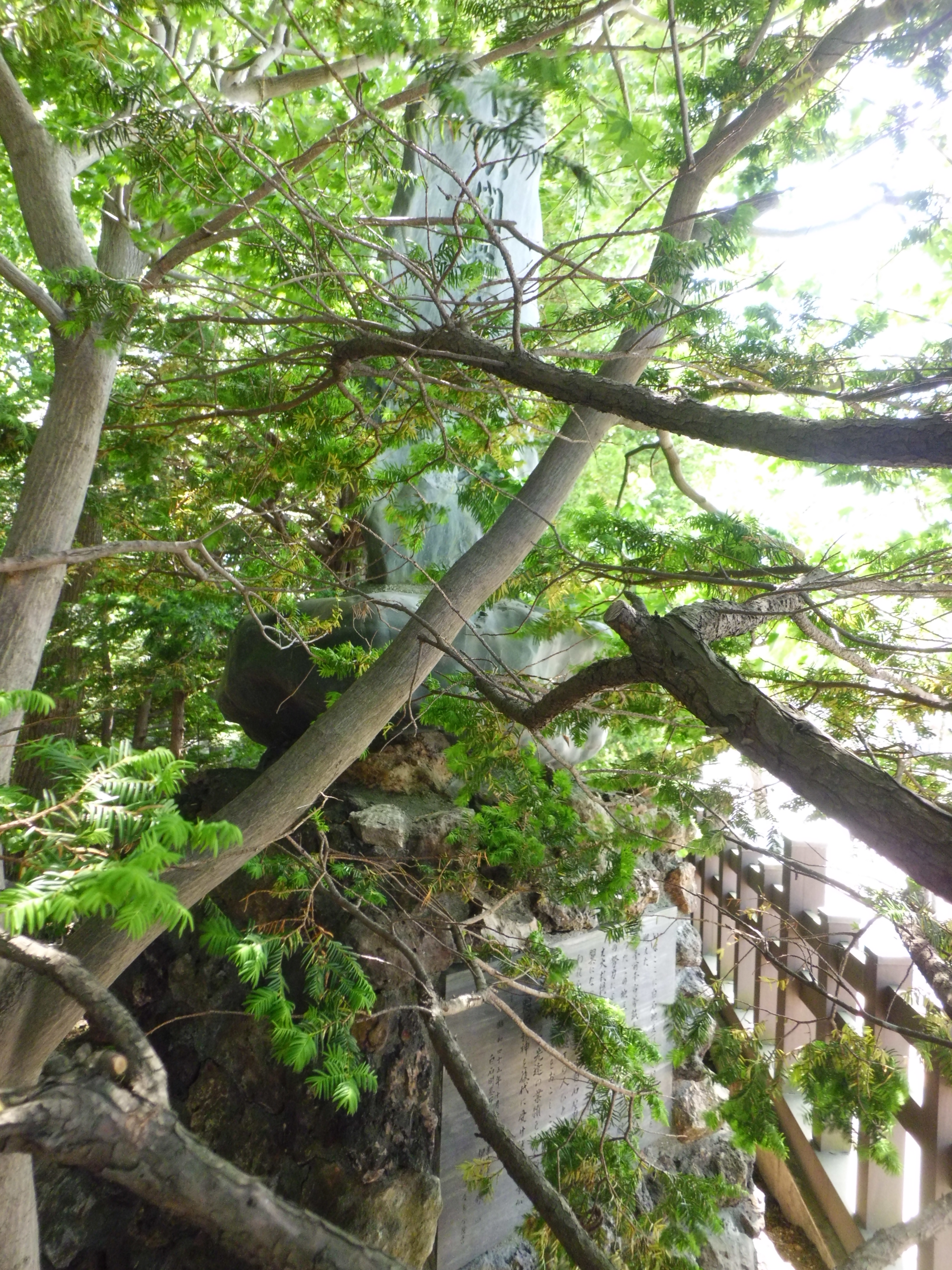
白石開基百年之碑
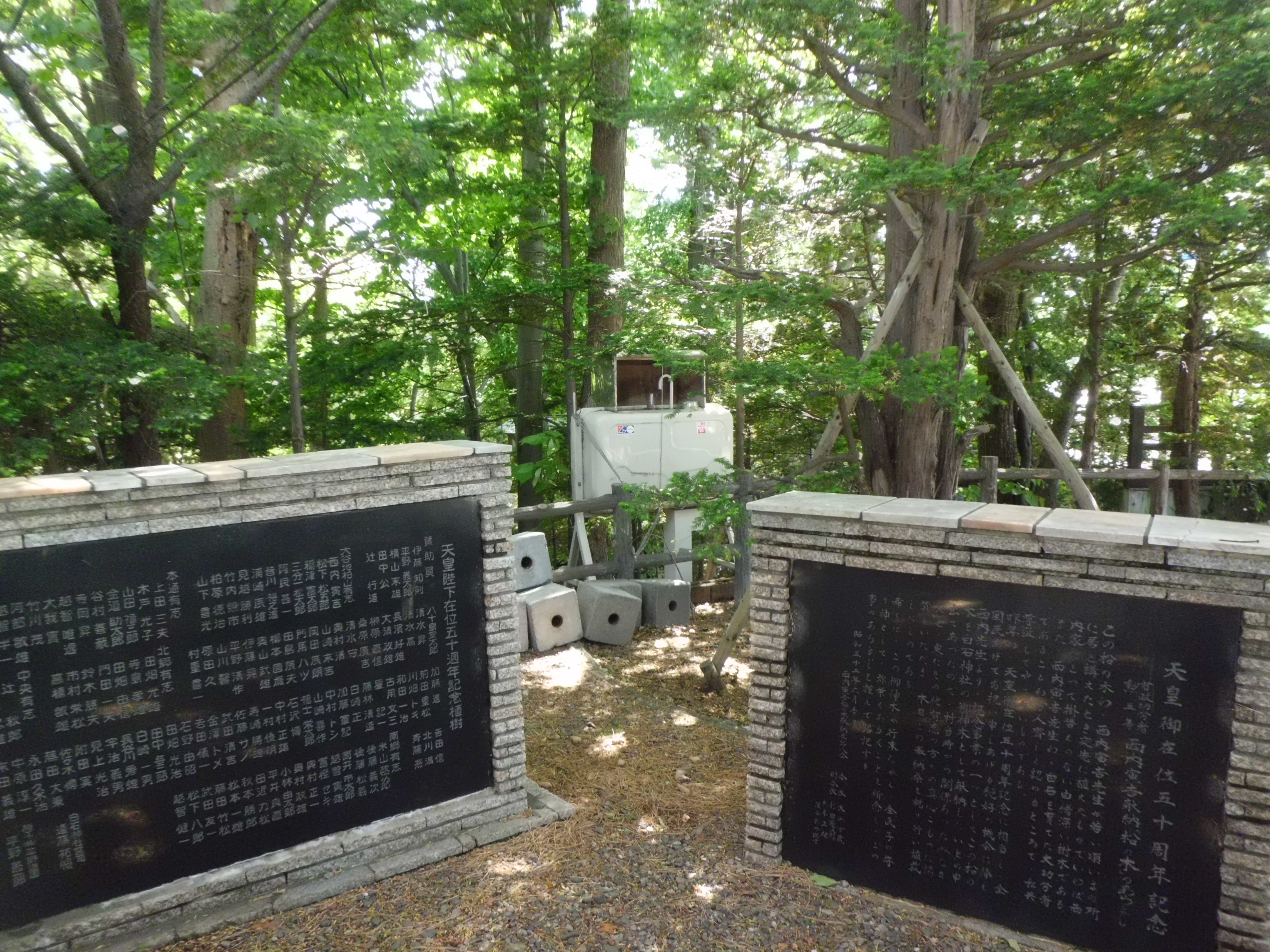
「天皇御在位五十周年記念植樹」碑
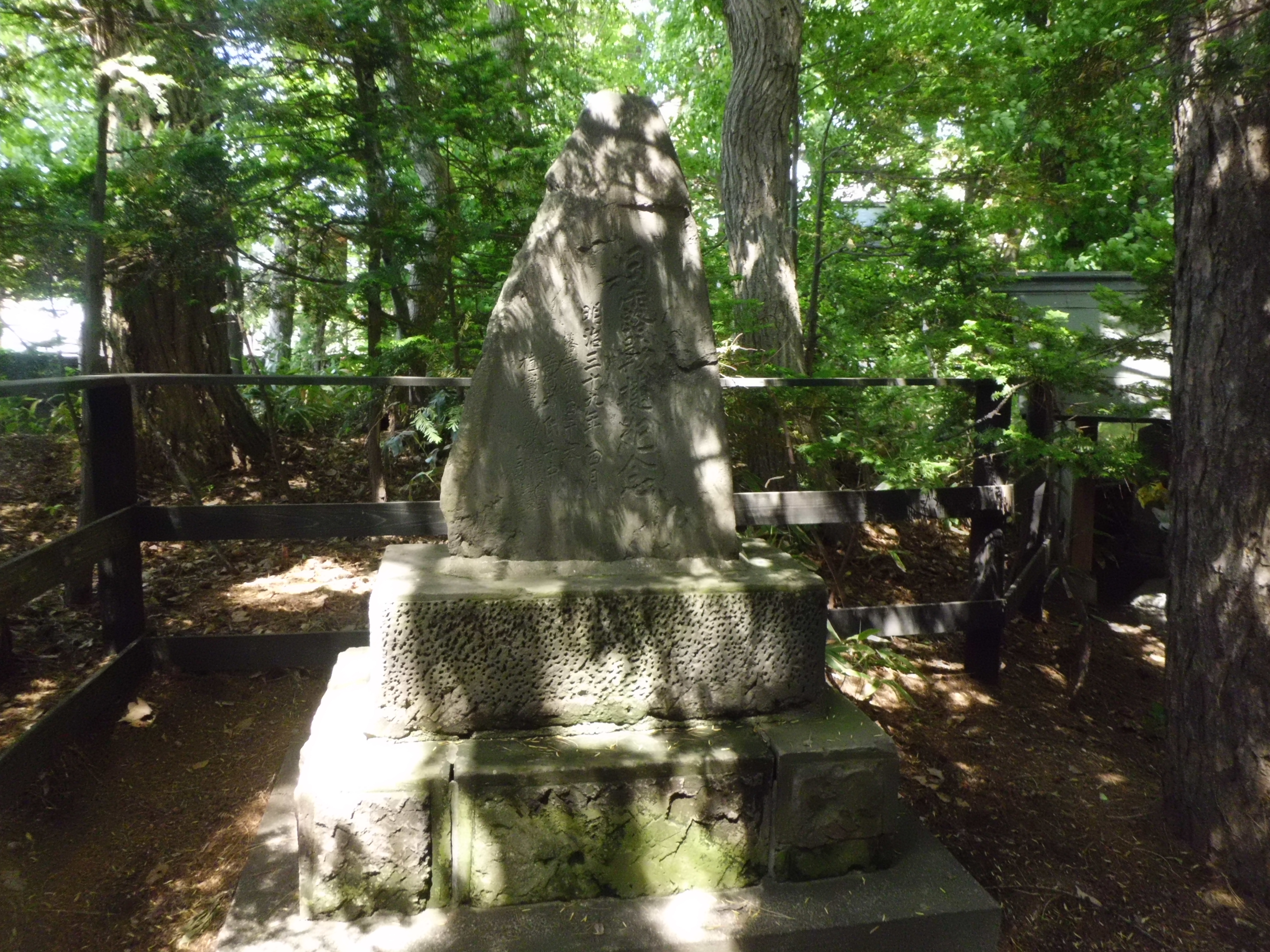
日露戦捷記念碑
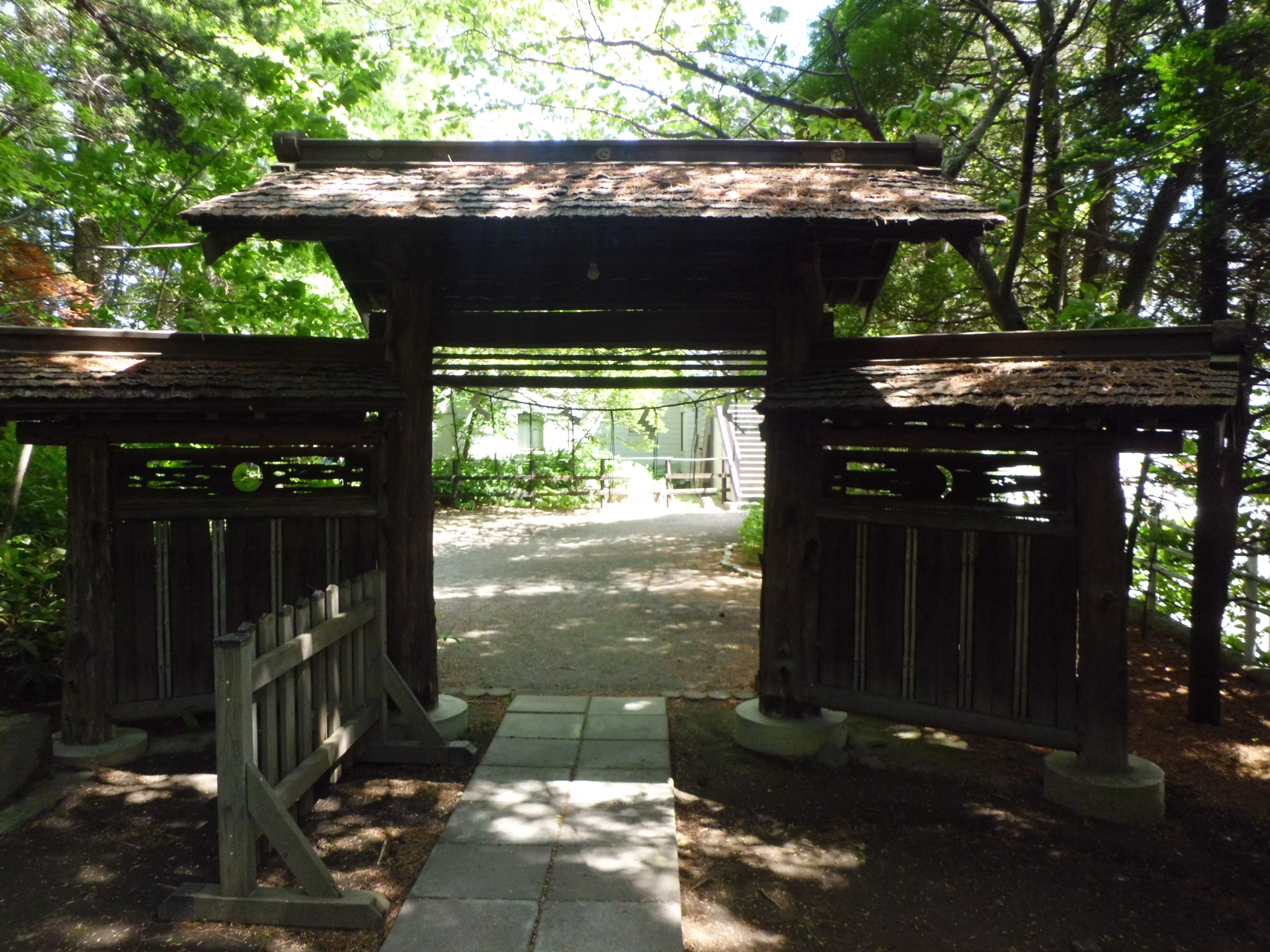
枝折門

## 祭事・年中行事
- 1月1日～14日正午迄
  - どんど焼き
- 2月
  - 節分厄祓祭
- 4月
  - 春季例祭
- 5月
  - 白石龍宮神社春祭
- 8月
  - 白石開拓祖先祭
- 9月11日
  - 例祭「白石神社例大祭」 - 神社前の道路「白石神社通（白石藻岩通）」を封鎖して出店が出る（毎年9月10日・11日）。
- 10月
  - 白石龍宮神社秋祭
  - 七五三祝祭